# Exchange Hotel (Montgomery)

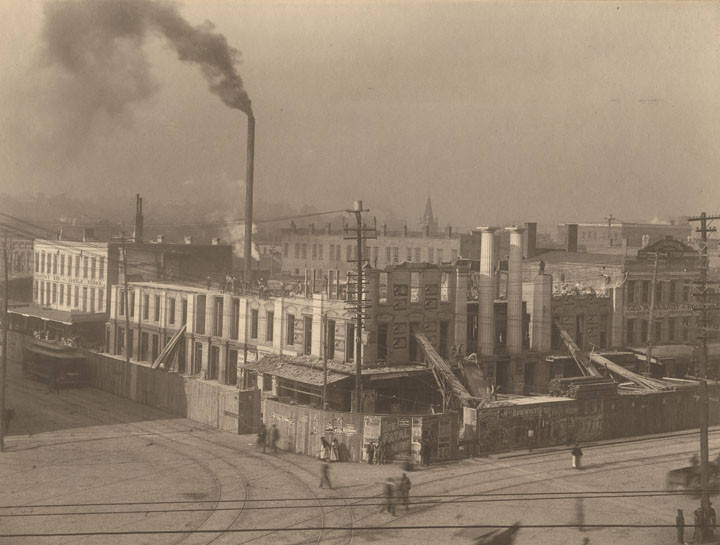
Exchange Hotel, durante la demolición de 1904.

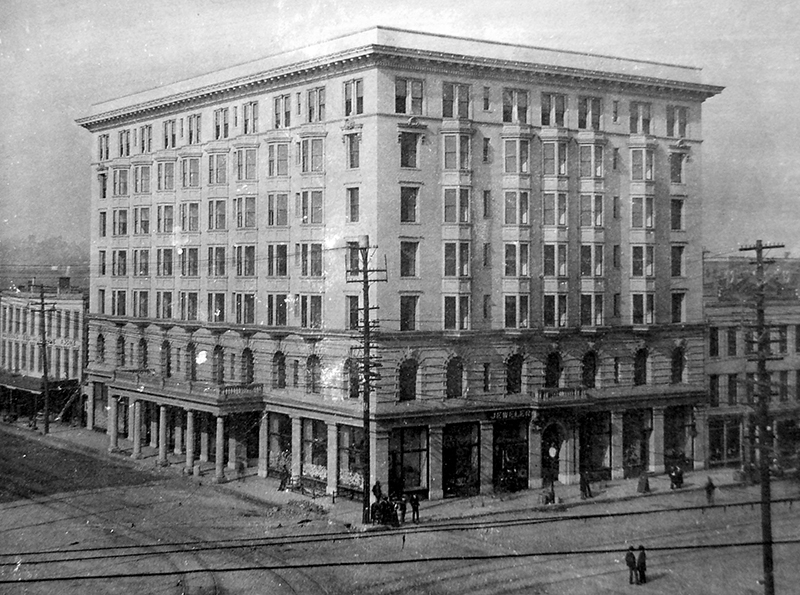
Exchange Hotel, 1909.

El Exchange Hotel fue un hotel de lujo ubicado en Montgomery, Alabama, Estados Unidos, construido por primera vez en 1846 y terminado en 1847. El hotel se incendió en 1904 y fue reconstruido en 1906; su segunda encarnación fue demolida en la década de 1970. El hotel era un hervidero de política; durante la Guerra de Secesión albergó, durante un tiempo, al gobierno confederado, y durante todo el siglo XX fue el lugar donde se reunían políticos y empresarios para hacer tratos. Entre los primeros propietarios estaban «St. Lanier & Son»; Sterling Lanier era el abuelo de Sidney Lanier y su hermano Clifford, quienes trabajaban en el hotel como recepcionistas. Después de la Guerra de Secesión, Clifford administró y fue copropietario del hotel.

## Historia
El hotel fue iniciado por un grupo de empresarios locales que hicieron que la empresa de Robinson y Bardwell lo construyeran (también eran responsables del Capitolio del Estado de Alabama), con el arquitecto Samuel Holt, en la esquina de las calles Montgomery y Commerce. El trabajo comenzó en 1846 y se terminó en el otoño de 1847. Cuando se incendió el primer capitolio estatal, el 14 de diciembre de 1849, la legislatura estaba en sesión en el Exchange. En 1855, Sterling Lanier (propietario de tres hoteles en el sur de Estados Unidos) asumió la propiedad, y una variedad de gerentes lo siguieron, con Clifford Lanier, nieto de Lanier y hermano del poeta Sidney Lanier, asumiendo la propiedad (con un RL Watt ) en enero de 1872. El historiador Matthew Powers Blue, cuya historia de la ciudad se publicó en 1878, señaló que «pocos hoteles tienen una reputación tan alta, bien construidos, bien dirigidos y completos en todas las citas».
Durante la Guerra de Secesión, cuando Montgomery (brevemente) fue la capital de la Confederación, el presidente Jefferson Davis tenía su sede (y su vivienda) en el Exchange. El secesionista William Lowndes Yancey presentó a Davis a los ciudadanos de Montgomery desde el balcón del hotel en Commerce Street, donde dijo, «el hombre y la hora se han encontrado», una frase que más tarde fue recordada con una placa en el hotel. La procesión para la toma de posesión de Davis como presidente de los Estados Confederados, el 18 de febrero de 1862, comenzó en el Exchange, y Davis emitió la orden de disparar contra Fort Sumter en el Exchange, y luego se transmitió a la oficina telegráfica en el Winter Building, al cruzar la calle.
Davis continuó frecuentando el hotel. Estuvo allí en abril de 1879 y habló allí en la plaza. Se detuvo allí nuevamente en abril de 1886, cuando fue invitado a colocar la piedra angular del Monumento Conmemorativo Confederado, junto al Capitolio, y en su discurso hizo referencia a su presentación de 1861 a la ciudadanía de Montgomery. Una placa de bronce en el segundo piso (del nuevo edificio) conmemoró la estadía de Davis allí, y una placa colocada por las Hijas de la Confederación en 1913, en el lado de Montgomery Street, conmemoró su discurso de inauguración.
Sidney Lanier trabajó en el hotel justo después de la Guerra Civil, de 1865 a 1867. Era empleado de noche y se cuentan historias de él tocando la flauta por la noche; escribió Tiger-Lilies, su primera novela, en el Exchange. Uno de sus clientes era WJ Scott, el editor del semanario Scott's Monthly, con sede en Atlanta, y después de que Lanier reconoció su nombre en el registro, se presentó a Scott, quien publicó varios poemas de Lanier. En 1887, el presidente estadounidense Grover Cleveland visitó Montgomery y habló desde el balcón del hotel. El presidente Theodore Roosevelt visitó el hotel y habló desde el porche, en 1905 y 1912.
El hotel fue demolido en 1904. El nuevo Exchange se terminó en 1906 (o 1905); el edificio de cuatro pisos fue reemplazado por un edificio de ocho pisos. En 1960, la familia Lanier todavía tenía una participación en el hotel. Fue demolido en 1974, en un momento en que los moteles estaban reemplazando a los hoteles y la vida nocturna de Montgomery había disminuido. A mediados de la década de 1980 se construyó en el sitio un «hermoso edificio de granito pulido y vidrio» propiedad de Colonial Company.

## Reputación y desaparición
Según el escritor y periodista local Joe Azbell, el hotel comenzó como un lugar de poder y terminó como una «rosa marchita». Era el lugar donde «hombres decididos caminaron sobre esos pisos de baldosas, hicieron tratos en las sillas del vestíbulo de techo alto, decidieron el futuro del gobierno de Alabama... para trabajos y nombramientos, y esos pequeños favores políticos que los palurdos en casa nunca conocerían». El Ku Klux Klan se reunió allí para «frustrar el mestizaje de las razas»; el emperador imperial Lycurgus Spinks estuvo allí a principios de la década de 1950, «realizando reanimación boca a boca en un cadáver de una causa» y celebrando reuniones con docenas de miembros del Klan con túnicas. Azbell también señaló que era un destino de bodas a mediados del siglo XX. Pero cuando el gobernador de Alabama, Gordon Persons (que había anunciado su carrera política en el Exchange y cuya campaña la organizó desde el Exchange) construyó Montgomery's Southern Bypass, la desaparición del Exchange fue segura, ya que los huéspedes del hotel comenzarían a usar moteles en el baipás. En su apogeo, fue sede de «congresistas, senadores, comisionados, alcaldes, comisionados de la ciudad» que utilizaron el hotel como una «herramienta política». También era un lugar donde la brigada antivicio del departamento de policía atrapaba regularmente a las prostitutas que ejercían sus negocios en las habitaciones del hotel. Una cadena nacional, Milner Hotels, se hizo cargo del hotel en 1966 y lo instaló para residentes permanentes y para trabajadores de compañías ferroviarias y de autobuses. Sin embargo, el edificio fue demolido ocho años después.